# Garissa
Garissa är huvudort i distriktet Garissa i Nordöstra provinsen i Kenya.

## Geografi
Tanafloden rinner genom staden.

## Demografi
Centralorten hade 110 383 invånare vid folkräkningen 2009, med 119 696 invånare inom hela stadsgränsen.